# Чжан Вэньсю
Чжан Вэньсю (кит. упр. 張文秀), пиньинь Zhāng Wénxiù, 22 марта 1986 года) — китайская легкоатлетка, специализируется в метании молота. Бронзовый призёр Олимпийских игр 2008 года в Пекине. Трехкратный бронзовый призёр чемпионатов мира 2007, 2011 и 2013 годов. Двукратная чемпионка Азии 2005 и 2009 годов. Трехкратная победительница Азиатских игр 2006, 2010 и 2014 годов. Рекордсменка Азии с результатом 76.99 метров, установлен в 2012 году в Остраве.